# Євсевій (Дудка)
Митрополит Євсевій (справжнє ім'я Іван Іванович Дудка; 4 квітня 1964, село Баламутівка, Заставнівський район, Чернівецька область, УРСР) — митрополит Шепетівський і Славутський РПЦвУ. Громадянин Росії.

## Біографія
Народився 4 квітня 1964 року у селі Баламутівка Заставнівського району Чернівецької області у селянській родині.
У 1981 році закінчив школу і працював на будівництві.
1982—1984 роки — служба в армії.
У 1985—1989 роках навчався в Московській духовній семінарії. На другому курсі навчання був зарахований до числа братії Свято-Троїцької Сергієвої Лаври.
У 1986 році пострижений в чернецтво намісником лаври архімандритом Алексієм (Кутєповим).
У цьому ж році рукопокладений в сан ієродиякона архієпископом Серапіоном у Владимирі.
У 1988 році єпископом Валентином рукопокладений в сан ієромонаха.
У травні 1989 році навчальним комітетом при синоді РПЦ направлений до Свято-Успенської почаївської лаври.
У 1992 році перейшов у клір Чернівецько-Буковинської єпархії за версією Москви.
Синод РПЦвУ 8 грудня 1992 році (журнал No14) призначив Дудку намісником Іоанно-Богословського Хрещатинського чоловічого монастиря (с. Хрещатик Заставнівського району Чернівецької області).
У 1993 році єпископом Чернівецьким і Буковинським Онуфрієм (Березовським) возведений в сан ігумена, а у 1994 році — в сан архімандрита.
У 2006 році закінчив богословсько-педагогічний факультет Чернівецького православного богословського інституту і здобув кваліфікацію магістра, захистивши роботу «Розвиток духовної освіти в Україні у кінці ХІХ на початку ХХ ст.».
Рішенням синоду РПЦвУ 16 вересня 2014 року Дудка призначений єпископом Хотинським, вікарієм Чернівецько-Буковинської єпархії РПЦвУ.
28 вересня 2014 року у Свято-Духівському кафедральному соборі Чернівців собором архієреїв, під головуванням Предстоятеля РПЦвУ Онуфрія, архімандрит Дудка був хіротонізований на єпископа Хотинського.
29 січня 2016 року призначений єпископом Шепетівським і Славутським.
17 серпня 2020 року возведений в сан архієпископа.
5 листопада 2022 року возведений в сан митрополита.